# Motala Triathlon Club
Motala Triathlon Club är en svensk förening specialiserad på triathlon. 

## KlubbrekordIronman
- 11.44:26, Peter Hallor, Kalmar Triathlon, 2007
- 11.38:13, Matilda Jonsson, Ironman UK, 2007

## Triatleter
- Linnea Holmertz
- Lena Söderqvist
- Ann-Charlotte Thorén
- Annie Thorén
- Michael Thorén
- Lena Wahlqvist
- Joachim Willén